# Squids Wild West
Squids Wild West est un jeu vidéo de type tactical RPG développé et édité par The Game Bakers, sorti en 2013 sur iOS et Android.

## Accueil
- Gameblog : 8/10[1]
- Jeuxvideo.com : 17/20[2]
- Pocket Gamer : 8/10[3]
- TouchArcade : 4,5/5[4]